# Liste der hanseatischen Gesandten in Dänemark
Dies ist eine Liste der Gesandten und bevollmächtigten Minister der drei freien Hansestädte Lübeck, Bremen und Hamburg in Dänemark.

## Geschichte
Die Beziehungen der Hansestädte zu Dänemark waren so alt wie die Hanse selbst. Da Dänemark seit der Kalmarer Union auch die Königreiche Norwegen (1380 bis 1818) und Schweden (1392 bis 1521) in Personalunion vereinigte, drehten sich die Beziehungen zu dieser Zeit um nichts geringeres als die Frage nach der Herrschaft über die Ostsee, oder das „Dominium maris Baltici“. Schweden löste sich unter dem schwedischen König Gustav I. Wasa in den Jahren nach 1521 aus dieser Union heraus und wurde in den darauffolgenden Jahrhunderten stärkste Macht im Ostseeraum. Dänemark-Norwegen bestand als Union bis 1818 fort. Bis 1864 gehörten zum Dänischen Gesamtstaat außerdem die Herzogtümer Schleswig (als dänisches Lehen) und Holstein (als deutsches Lehen, ab 1815 Glied des Dt. Bundes).
Älter als die hanseatische Mission in Kopenhagen waren das Hansekontor in Bergen auf Bryggen, dessen Verwaltung mit dem Ende der Hanse nach 1669 den drei Hansestädten anvertraut wurde.

## Missionschefs
Die hier gelisteten Missionschefs waren ursprünglich nur für Lübeck akkreditiert, später auch für anderen zwei Schwesterstädte. Hamburg ließ sich erst ab 1769, d. h. nach Abschluss des Gottorper Vertrages (1768) in Kopenhagen diplomatisch vertreten. Dänemark war bei den Hansestädten seit dem 17. Jahrhundert mit einer ständigen Gesandtschaft in Hamburg vertreten.
| Jahre     | Name                         | Lebensdaten    | Anmerkungen | Porträt          |
| 1720–1720 | Gerhard Ernst von Franckenau | * 1676; † 1749 | Geschäftsträger (nur Lübeck) |                  |
| 1720–1723 | Johann Gottfried Masius      |                | Agent (nur Lübeck) |                  |
| 1723–     | Hieronymus Nicolaus Gercken  |                | Agent |                  |
| 1752–1759 | Hermann Jacob Forck          | † 1761         | Resident (für Bremen ab 1757), 1760 bis 1761 dän. Gouverneur von Tharangambadi (Indien)                                                                              |                  |
| 1759–1810 | Heinrich Carl Meinig         | * 1736; † 1812 | Resident, bis 1805 Agent (für Hamburg ab 1769) |                  |
| 1810–1814 | –                            |                | Unterbrechung der Beziehungen infolge der französischen Annexion der Hansestädte                                                                                     |                  |
| 1814–1848 | August Wilhelm Pauli         | * 1781; † 1858 | Ministerresident, bis 1829 Agent |                  |
| 1848–1855 | vakant                       |                | |                  |
| 1855–1864 | Friedrich Krüger             | * 1819; † 1896 | Ministerresident, 1864 bis 1866 hanseatischer Gesandter beim Deutschen Bund in Frankfurt am Main, 1866 bis 1895 hanseatischer Gesandter am preußischen Hof in Berlin | Friedrich Krüger |
| 1865–1868 | vakant                       |                | |                  |

1868: Auflösung der Residentur, ab 1871 diplomatische Vertretung durch das Deutsche Reich (siehe Liste der deutschen Botschafter in Dänemark)
Neben der hanseatischen Gesandtschaft bzw. Residentur in Kopenhagen bestanden auch zeitweilig hanseatische Konsulate in Charlotte Amalie auf der damals dänischen Karibikinsel Sankt Thomas, in Helsingør und in Hjørring. In Norwegen (bis 1818) kamen neben dem Tyskebrygge in Bergen noch Konsulate in Arendal, Christiania (Oslo), Kristiansand, Kristiansund und Stavanger dazu.